# Costa Teguise
Costa Teguise ist eines der drei großen Ferienzentren auf der zu Spanien gehörenden Kanarischen Insel Lanzarote. Der Ort in der Gemeinde Teguise liegt an der Ostküste etwa zehn Kilometer nordöstlich der Inselhauptstadt Arrecife.

## Geschichte
Das große spanische Industrieunternehmen Unión Explosivos Riotinto, noch unter der Führung des späteren spanischen Ministerpräsidenten Leopoldo Calvo-Sotelo, kaufte Ende der 1960er Jahre in der Ebene an der Ostküste ein Grundstück von rund 12 Millionen Quadratmetern um einen Touristenort zu erschaffen, den man Urbanización Costa de Teguise taufte. Es sollte das touristische Herzstück der Insel werden. Diese Anfang der 1970er Jahre begonnene Retortenstadt wurde eigens für den Tourismus gebaut. An dessen Entstehung war in den ersten Jahren der bekannte lanzarotenische Architekt und Umweltschützer César Manrique entscheidend beteiligt. 1970 entwarf er die Garten- und Schwimmbadanlagen des ersten Fünf-Sterne-Hotels der Insel, des Melia Salinas (heute Paradisus by Meliá Salinas Lanzarote), dessen Architekt Fernando Higueras war. Die weiteren Gebäude des neuen Ferienortes sollten im weißen kanarischen Stil mit grünen oder braunen Fenstern entstehen. Die Anzahl der Stockwerke war begrenzt. Ein Beispiel dafür liefert das ebenfalls von Manrique entworfene Pueblo Marinero mit höchstens zweigeschossigen Gebäuden. Es liegt an der Avenida de las Islas Canarias im Zentrum von Costa Teguise. Nicht überall wurde das ursprüngliche Konzept beibehalten, vielerorts wird das Ortsbild heute von größeren Hotelbauten geprägt.

## Touristisches

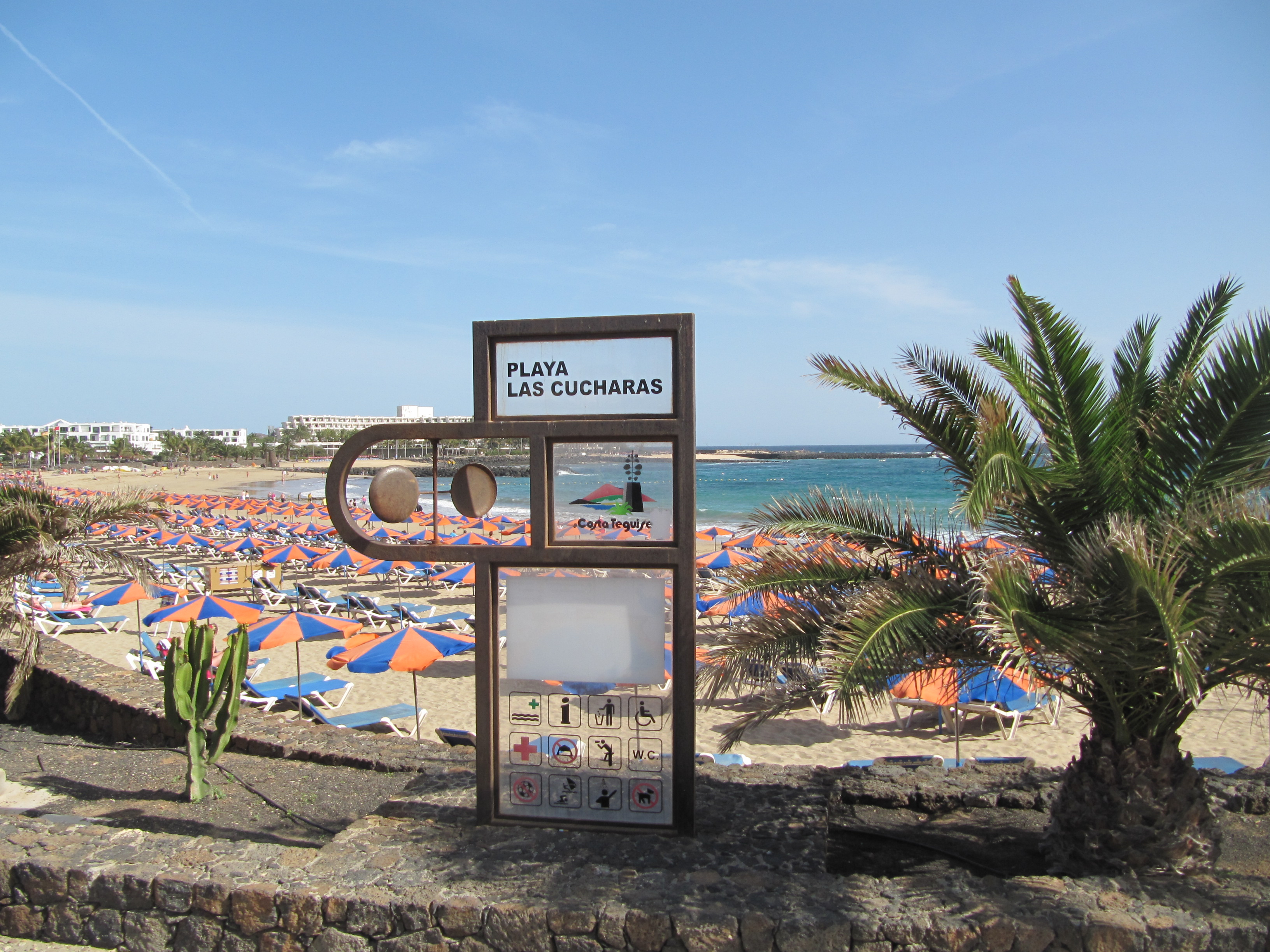
Playa de las Cucharas

An der Costa Teguise wohnen weniger Einheimische, dafür aber viele Touristen. Man gibt die Zahl der Einwohner mit 7629 (Stand: 2011) an. Ein urbanes Zentrum sucht man vergebens, abgesehen vom Pueblo Marinero, auf dessen kleinem Platz ein wöchentlicher Kunsthandwerksmarkt abgehalten wird. Im Bereich der Avenida de las Islas Canarias gibt es zahlreiche Restaurants, Geschäfte und Autovermietungen. Zu den kleineren Attraktionen zählt das Aquarium Lanzarote. Die ebenfalls von Lokalen gesäumte lange Strandpromenade verbindet vier Sandstrände miteinander, diese sind natürlichen Ursprungs, werden aber durch regelmäßige, künstliche Aufschüttungen touristengerecht angelegt und erhalten. Sie heißen Playa de los Charcos, Playa de las Cucharas, Playa del Jablillo und Playa Bastián. Am größten Strand, der 650 Meter langen Playa de las Cucharas, finden Windsurfer gute Bedingungen vor. Im Hinterland des Ferienortes gibt es einen 18-Loch-Golfplatz.

## Verkehr
Öffentliche Busse verbinden mit Arrecife und Puerto del Carmen (tagsüber alle zwanzig Minuten) sowie mit Teguise und Caleta de Famara (mehrmals täglich). Einen Hafen gibt es in Costa Teguise nicht.

## Küstenwanderweg

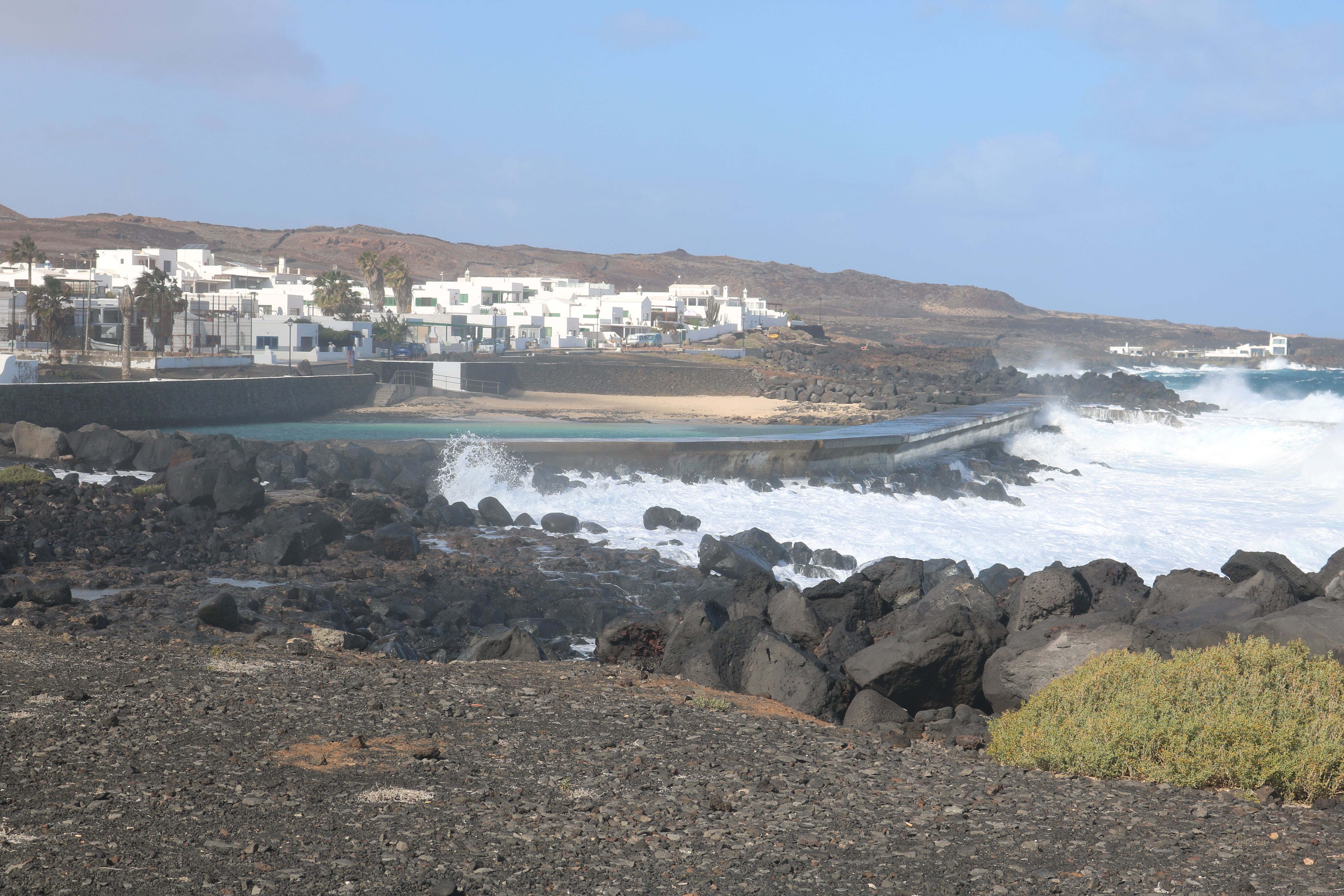
Wanderziel Charco de los Cocoteros

Am nördlichen Ortsrand von Costa Teguise beginnt ein nicht markierter Küstenpfad, der ein Bild davon vermittelt, wie es einmal an der Ostküste vor der touristischen Bebauung ausgehen hatte. Nach einer Gehzeit von etwa drei Stunden wird kurz nach aufgelassenen Salinen die Charca de los Cocoteros erreicht. Eine Mole schützt hier ein vom Meer abgetrenntes Becken, in dem selbst bei ansonsten unruhiger See gebadet werden kann. Von Los Cocoteros besteht die Möglichkeit auf einem wenig befahrenen Sträßchen nach Guatiza (Busanschluss) weiterzugehen.